# 계림군
계림군 이유(桂林君 李瑠, 1502년 ~ 1545년)는 조선의 왕족으로, 성종의 형인 월산대군의 손자이다. 성종의 둘째 아들인 계성군에게 입적되었다. 을사사화 때 계림군의 외숙부인 윤임이 계림군을 왕으로 추대하려 했다는 고변으로 인해 강원도 안변으로 도피하였다가 붙잡혀 처형되었다.
윤임의 외조카이며, 인종에게는 6촌 형이자 외가로는 이종사촌 형이 된다. 계성군의 양자가 되면서 인종에게는 부계로도 이복 사촌 형이 되었다.

## 생애

### 출생과 가계
세조의 증손자이며 덕종(의경세자)과 인수대비 한씨(소혜왕후)의 장남인 월산대군의 손자이다. 아버지는 월산대군의 서자인 덕풍군이며, 어머니는 파원부원군 윤여필의 장녀인 파평현부인 윤씨이다.
중종은 계림군의 5촌 당숙이고 장경왕후는 계림군의 이모이며 대윤의 영수인 윤임은 외숙부이다. 효혜공주, 인종(仁宗)과는 친가로는 6촌 형제이며 외가로는 이종 사촌이다.
계림부정(桂林副正)에 봉해졌다가 성종의 둘째 아들인 계성군(桂城君)의 봉사손으로 입적되면서 계림군(桂林君)에 봉해졌다. 첫번째 부인은 정의공주의 손자인 안방형의 딸 연창군부인 죽산 안씨이며 두번째 부인은 정유침의 딸인 오천군부인 연일 정씨(延日 鄭氏)이다. 《사미인곡》으로 유명한 송강 정철은 계림군의 처남이며, 인종의 후궁인 귀인 정씨는 처형이다.

### 을사사화에 연루
계림군의 어머니 윤씨는 성종의 후궁인 귀인 남씨와 어머니와 딸처럼 막역하게 지냈는데, 중종의 맏딸이며 윤씨부인의 조카인 효혜공주 또한 남귀인과 이모인 윤씨부인을 어머니처럼 따랐다. 효혜공주가 딸 김선옥(金善玉)을 낳고 산후병으로 죽자, 윤씨부인은 남귀인과 함께 조카손녀인 선옥을 길렀다. 남귀인은 효혜공주가 남기고 간 재물들이 효혜공주의 남편인 연성위 김희의 첩의 손에 넘어갈 것을 염려한 나머지 자신이 효혜공주의 재물 여덟 궤짝을 보유하였다.
남귀인은 임종 전에 윤씨부인을 불러 "효혜공주의 딸이 장성하면 돌려주라"고 말하며 윤씨에게 효혜공주의 재물을 건냈다. 이후 윤씨부인은 이를 맡아 보관하다가 자신의 임종을 앞두고 둘째 아들 계림군에게는 네 궤짝을, 장남인 파림군과 막내아들 전성부정에게 각각 두 궤짝씩 나누어 주었다. 이로 인해 계림군의 형수인 파림군부인 허씨와 제수인 전성부정의 부인 신씨가 시어머니의 재산 분배에 불만을 품고 문정왕후에게 하소연 하였다. 이 일로 문정왕후는 계림군을 크게 꾸짖고 미워하였다.
1545년(명종 즉위년), 희빈 홍씨의 제부인 경기 감사 김명윤은 유관과 유인숙, 윤임 등이 계림군과 봉성군 중에 한명을 새로운 왕을 옹립하려 했다며 역모 사실을 고변하여 을사사화가 일어났다. 이 사화로 윤임을 비롯하여 대윤(大尹)이 대거 숙청되었다.

### 최후
역모의 추대자로 언급된 계림군은 강원도 안변의 황룡산으로 도망가 토실을 짓고 머리를 깎아 중 행세를 하다가 토산 현감 이감남에 의해 붙잡혀 한양으로 압송되었다. 국문청이 설치되고 압슬형과 낙형이 가해지자 고문에 못이겨 죄를 시인하고 거열형에 쳐해졌다. 이후 시신은 효수되었다.
 
윤임은 화를 일으킬 마음을 품고서 국모(國母, 문정왕후)를 해치기를 도모하여,
대행 대왕(인종)의 병세가 위급할 때에 봉성군(鳳城君)이 입시하고 있으면 도모하여 즉위시킬 수 있다고 여겼으며,
병세가 매우 위급할 적에 봉성군이 문안드리러 안으로 들어감을 인하여 대행 대왕에게 주달하고서
즉시 전위(傳位)케 하면 누가 그것을 막을 수 있겠는가고 여겼으며,
금상(今上, 명종)이 왕위를 계승하여 윤원로(尹元老)가 뜻을 얻게 되면 그의 가문이 필시 멸족당할 터이니
계림군(桂林君)이나 봉성군 중에서 즉위시키면 금상은 축출될 것이라고 여겼다.
그리하여 부자간에 항상 사랑방에 앉아 비밀히 모의하면서 하인들로 하여금 모르게 하였다.
(중략)
지난 7월 24일 밤, 이유(李瑠, 계림군)가 윤임의 집에 오자 그와 함께 뜰에 앉아 이유에게 말하기를
‘주상(명종)이 나이가 어리고 또 안질(眼疾)도 있어 항상 궐내로 출입할 때에 남들이 알까 염려하여 갑장(甲帳)으로 둘러싸 가리곤 한다.
한쪽 눈만 병이 있어도 즉위시킬 수 없는데 더구나 양쪽 눈이 병이 있는 데이겠는가. 네가 당연히 즉위하여야 된다.’ 하면서,
옷자락으로 자신의 눈을 가리고 걸어가면서 안질을 가리는 흉내를 내었다.
항상 궐내에 서간을 통하여 주상의 안질이 어떠한가를 물었으며 또 여러 곳에 은밀히 물어 보았다.
그의 생각은 만약 주상이 안질로 인하여 온갖 정사(政事)를 총괄하여 다스리지 못하게 되면
그의 흉모를 이루어 자신을 보전하려 한 것으로 주상이 안질이 있다고 사칭하여 종묘 사직을 위태롭게 하려고 모의한 죄이다.
(중략)
이유(李瑠, 계림군)는 윤임과 함께 종묘 사직을 위태롭게 하려고 모의한 죄이다.
이상은 《대명률(大明律)》의 모반대역조를 적용, 윤임·유관·유인숙·이유·이휘·이덕응 등은 수범과 종범을 구분할 것 없이 모두 능지 처사에 처한다.
그들의 아들로서 나이 16세 이상은 모두 교형(絞刑)에 처하고
15세 이하와 어미·딸·아내·첩·할아비·손자·형·아우·누님·누이 및 아들의 아내·첩 등은 공신의 집에 주어 노비로 삼고 재산은 관에 몰입한다.
단 남자로서 나이 80세이거나 위중한 병이 있는 사람, 부인으로서 나이 60세이거나 폐질(廢疾)이 있는 사람은 모두 연좌를 면제한다.
(중략)— 《명종실록》 2권,
명종 즉위년(1545년 명 가정(嘉靖) 24년) 9월 11일 (신미)

### 사후
계림군의 다섯 아들 중, 넷째 정양군과 다섯째 은양군만이 나이가 어려 연좌되지 않았다. 나머지 세 아들 연양정 이시, 금양수 이형, 운양수 이후는 연좌되어 모두 처형되었으며 왕실 족보인 《선원록》에서 이름이 삭제되었다. 사헌부와 사간원에서 계림군의 처형(妻兄)인 인종의 후궁 귀인 정씨를 궁궐에서 내쫓을 것을 청하였으나 명종이 허락하지 않았다. 계림군은 선조 때인 1577년(선조 10년) 무고함을 인정받아 신원되었다.

## 가족
| - 조부 : 월산대군(月山大君, 1454~1488) - 조모 : 부부인 원주 김씨(原州 金氏) - 아버지 : 덕풍군(德豊君, 1485~1506) - 외조부 : 파원부원군(坡原府院君) 윤여필 (尹汝弼, 1466~1555) - 외조모 : 순천부부인 박씨(順天府夫人 朴氏, ?~1498) - 어머니 : 파평현부인 윤씨(坡平縣夫人 尹氏, 1485~1536) - 외숙부 : 윤임(尹任, 1487~1545) - 이모 : 장경왕후 윤씨(章敬王后 尹氏, 1491~1515) - 형 : 파림군(坡林君) 이주(李珘, 1500~1541) - 동생 : 전성부정(全城副正) 이리(李璃, 1506~1545) | - 첫번째 아내 : 연창군부인(延昌郡夫人) 안가이(安加伊, 1501~?) - 세종의 딸 정의공주의 증손녀 - 두번째 아내 : 오천군부인(烏川郡夫人) 정수정(鄭守貞) - 정유침의 딸, 정철의 누이 - 장남 : 연양군(延陽君) 이시(李諟, 1518~1545) - 세번째 아내 : 노진덕(盧眞德, 1504~?) - 계림군의 첩실이며 후에 부인으로 진봉되었다. - 차남 : 금양수(金陽守) 이형(李詗, 1522~1545) - 삼남 : 운양수(雲陽守) 이후(李詡, 1526~1545) - 사남 : 정양군(正陽君) 이회(李誨, 생몰년 미상) - 손자 : 회은군(懷恩君) 이덕인(李德仁, 1586~1644) - 심기원의 옥사에 연루되어 사사됨 - 오남 : 은양군(恩陽君) 이량(李諒, 1544~?) - 장녀 : 이옥향(李玉香, 1521~?) - 송미로의 처 - 차녀 : 이옥수(李玉秀, 1525~?) - 김난의 처 - 측실 : 미상 - 삼녀 : 이몰노리(李毛乙老里, 1542~?) - 김대년의 처 |